# Patinação artística nos Jogos Pan-Americanos de 2023 - Feminino
O evento feminino da patinação artística integrou o programa da patinação sobre rodas nos Jogos Pan-Americanos de 2023 e foi disputado em 3 e 4 de novembro de 2023 no Velódromo, localizado no cluster de Peñalolén. Um total de 9 patinadoras de 8 Comitês Olímpicos Nacionais (CON) participaram do evento.

## Calendário
Horário local (UTC−3).
| Data          | Hora  | Fase           |
| ------------- | ----- | -------------- |
| 3 de novembro | 18:00 | Programa curto |
| 4 de novembro | 18:00 | Programa longo |

## Medalhistas
| Ouro   | COL Sandra Díaz García   |
| Prata  | BRA Bianca Ameixeiro     |
| Bronze | ARG Martina Della Chiesa |

## Resultados
A competição foi disputada ao longo de dois dias: no primeiro as patinadoras se apresentaram com o programa curto (SP), seguindo das apresentações no programa longo (LP) no dia seguinte. As melhores colocadas na soma das duas pontuações garantem as medalhas.
| Pos.              | Patinadora           | CON                      | SP    | Pos. | LP    | Pos. | Total  |
| ----------------- | -------------------- | ------------------------ | ----- | ---- | ----- | ---- | ------ |
| Medalha de ouro   | Sandra Díaz García   | COL Colômbia             | 54.06 | 1    | 77.75 | 2    | 131.81 |
| Medalha de prata  | Bianca Ameixeiro     | BRA Brasil               | 45.52 | 4    | 78.48 | 1    | 124.00 |
| Medalha de bronze | Martina Della Chiesa | ARG Argentina            | 51.88 | 2    | 69.92 | 3    | 121.80 |
| 4                 | Paulina Ruiz         | COL Colômbia             | 51.17 | 3    | 65.26 | 5    | 116.43 |
| 5                 | Valentina Lomas      | MEX México               | 38.15 | 6    | 68.96 | 4    | 107.11 |
| 6                 | Samantha Krusza      | USA Estados Unidos       | 40.48 | 5    | 57.75 | 7    | 98.23  |
| 7                 | Mailén Flores        | CHI Chile                | 31.26 | 9    | 59.83 | 6    | 91.09  |
| 8                 | Romina Franca        | URU Uruguai              | 34.18 | 7    | 49.56 | 8    | 83.74  |
| 9                 | Micaela Marcelloni   | DOM República Dominicana | 31.82 | 8    | 46.84 | 9    | 78.66  |